# Dhimitër Orgocka
Dhimitër Orgocka (Korçë, 24 de octubre de 1936-1 de enero de 2021) fue un actor y director de cine y teatro albanés.

## Biografía
Nació en 1936 en el pueblo albanés de Korçë y se graduó en la Facultad de Lengua Albanesa en la  Universidad de Tirana.

### Carrera
Comenzó a trabajar como director justo después de terminar la escuela en el teatro Andon Zako Çajupi de Korçë, en la cual consiguió dirigir alrededor de 100 estrenos.
Su primer papel como actor fue el de Gjergj en el drama Dashuria e madhe de Fatmir Gjata, mientras que su primer trabajo como director fue el de Shtëpia në rrugicë de Teodor Laço. También participó en películas como Gjeneral gramafoni y Asgjë nuk harrohet.

### Fallecimiento
Falleció el 1 de enero de 2021 a los 84 años a causa de una hemorragia cerebral.

## Premios
En toda su carrera logró recibir los siguientes premios nacionales e internacionales:
- Mejor papel para el monodrama Amok de Stephan Zweig (en el 8 .° Festival de Teatros en Kiev, Ucrania, 2005)
- Mejor papel para el monodrama Amok de Stephan Zweig (en el Festival de Teatros Internacionales de Bitola y Macedonia, 2005).
- Gran Premio Sulejman Pitarka por la dirección del drama “Dhëndër për Kristinën” de Skënder Demollit en el 5º. Festival de los teatros albaneses (en Macedonia, “Dibra 2006”),
- Copa del Festival para el monodrama Amok de Stephan Zweig (en el festival internacional de Monodrames në Vroslav, Polonia, 2007)

## Reconocimientos
En 2007, la Casa de la Cultura de Maliq recibió su nombre, Casa de la Cultura Dhimitër Orgocka.